# 勒德巴赫河
49°59′26.03″N 9°10′18.03″E / 49.9905639°N 9.1716750°E

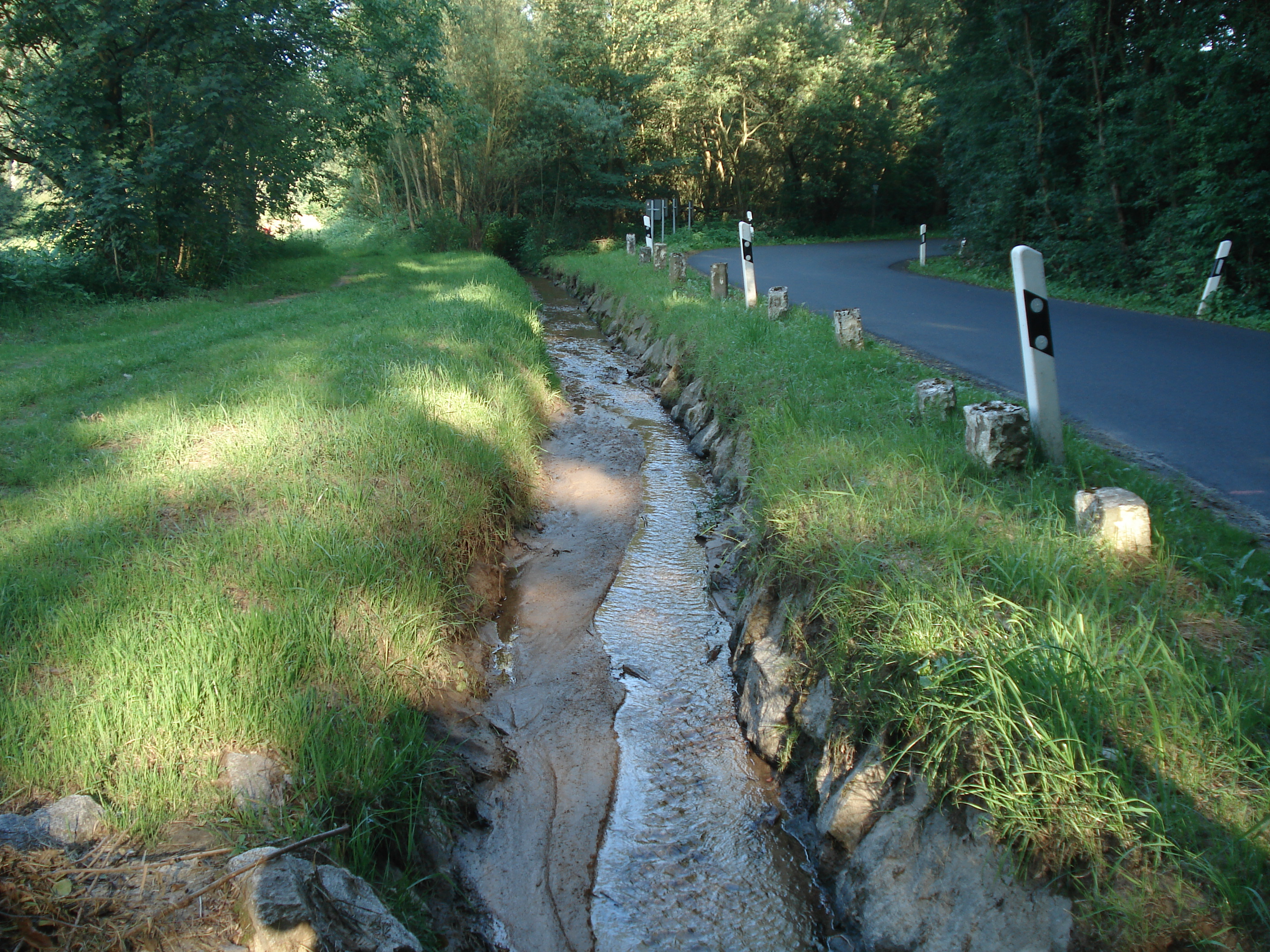

勒德巴赫河（德語：Röderbach），是德國的河流，位於該國東南部，由巴伐利亞負責管轄，屬於阿沙夫河的左支流，河道全長4公里，流域面積4.8平方公里。